# Vilna Tereșkivka, Kremenciuk
Vilna Tereșkivka (în ucraineană Вільна Терешківка) este un sat în comuna Cervona Znameanka din raionul Kremenciuk, regiunea Poltava, Ucraina.

## Demografie
Componența lingvistică a localității Vilna Tereșkivka
     Ucraineană (96%)
     Rusă (3,7%)
     Alte limbi (0,18%)
Conform recensământului din 2001, majoritatea populației localității Vilna Tereșkivka era vorbitoare de ucraineană (96%), existând în minoritate și vorbitori de rusă (3,7%).